# ليبوببتيد
الليبوببتيد هو جزيء ينشأ عن ارتباط الليبيد بسلسلة الببتيد الأمينية، ومن الممكن أن يكونا معًا هياكل مختلفة. تنتج العديد من أنواع البكتيريا هذه جزيئات الليبوببتيد كجزء من عملية التمثيل الغذائي، وخاصة البكتيريا التي تنتمي إلى جنس البكتيريا العصوية، والبكتيريا الزائفة، والبكتيريا المتسلسلة. تستخدم بعض الليبوببتيدات كمضادات حيوية، ويعمل بعضها الآخر كمستنهضات للمستقبلات الشبيهة بالتول. كما أن بعض الليبوببتيدات من الممكن ان تكون مضادات قوية للفطريات وموادّ حالّة للدم. يرتبط نشاط الليبوببتيدات بوجه عام بالتفاعل مع نسيج البلازما كما أثبتت الأبحاث، ومن الممكن أن تلعب مادة الستيرول المكوّنة لنسيج البلازما دورًا رئيسيًا في هذا التفاعل. هناك توجّه عام يشير إلى أن إضافة ليبيد بطول معين (عادةً C10-C12) إلى الليبوببتيدات سيزيد من فاعليّتها كمضادات للبكتيريا. الليبوببتيدات التي تحتوي على كمية أكبر من ذرات الكربون (14 أو 16 ذرة كربون على سبيل المثال) في ذيلها الليبيدي كمضاد للبكتيريا ومضاد للفطريات.
تتكون منظفات الليبوببتيدات من مُزْدَوِجُات الأُلْفَة وسلسلتي ألكيل تقعان في الجزء الأخير من هيكل الليبوببتيد لتحاكي في تصميمها بنية الأنسجية الأصلية حيث تتفاعل سلسلتا الألكيل في جزيء الليبوببتيد مباشرةً مع الأجزاء الكارهة للماء من البكتيريا.

## أمثلة على مركبات الليبوببتيدات
- دابتوميسين
- إكينوكاندين (مثل: مركب الكاسبوفنجين المضاد للفطريات)
- باسيلوميسين
- ميكوسوبتيلين
- سورفاستين